# Silene bhutanica
Silene bhutanica  (лат.) — растение семейства Гвоздичные (Caryophyllaceae) родом из Бутана.
Данный вид также встречается в национальном парке Канченджанга.